# Ferme de Qinghe
La ferme de Qinghe, ou camps de laogai N°1 de Pékin, est un des camps du laogai parmi les plus connus de Chine. Elle est située dans la province de Hebei et dépend de Pékin.

## Historique
La Ferme de Qinghe a été ouverte le 24 février 1950, quelques mois après la prise de Pékin par les communistes, il a permis d'accueillir les premières victimes des purges maoïstes. En 1959, le Quotidien du Peuple, journal officiel du Parti communiste chinois, annonce une superficie de 13 000 hectares. Un témoin évoque une superficie de 30 000 hectares. Les détenus y ont réalisé d'importants travaux : défrichement, irrigation et construction de 12 fermes annexes. Dans les années 1955 à 1965, 30 000 prisonniers y étaient détenus. Il s'agissait principalement d'un camp avec des activités agricoles mais aussi des briqueteries et des ateliers de vannerie.
Le dissident et détenu chinois Harry Wu se retrouve dans le camp de la ferme de Qinghe pendant deux ans entre 1961 et 1962, il y décrit la famine qui touche les détenus, l'absence de réelle rébellion de ces derniers mais aussi le comportement « convenable » des gardiens. Il est interné dans la « section 585 », un « mouroir » dont il réussit à sortir en vie. L'auteur de Prisonnier de Mao., Jean Pasqualini, indique n'être resté que deux jours dans la Ferme de Qinghe, grâce à sa qualité d'étranger, il témoigne :  « Quelle horreur! Quelle horreur! L'enfer de Dante ne soutient pas la comparaison. Dans ce camp, quelle désolation !... J'ai vu des gens ramper parce qu'ils n'avaient plus la force de tenir sur leurs jambes. Harry Wu a survécu en grappillant sa pitance dans les champs, herbes, plantes, grenouilles, serpents, qu'il faisait bouillir dans les latrines de la prison. L'innommable vaut mieux que la mort ».
Selon Laurence Picq, au Cambodge, le dirigeant des Khmers rouges, Ieng Sary s'est inspiré de la Ferme de Qinghe de Pékin, qui pratiquait un système de rééducation, pour transformer les opposants en communistes convaincus, pour créer les camps cambodgiens.
En 2000, le poète et dissident chinois Bei Ling est emprisonné dans la Ferme de Qinghe.  Il décrit sa cellule avec une surface de douze mètres carrées où dix huit à vingt cinq personnes pouvaient être emprisonnées. Des toilettes à la turque à côté d'un lavabo et une estrade pour dormir : « Manger, boire, déféquer ou dormir, toutes ces activités avaient lieu dans ce même espace ».